# Blind Melon
Blind Melon er et amerikansk rockband dannet i 1990 i Los Angeles af fem musikere: tre fra Mississippi, en fra Pennsylvania og en fra Indiana. Bandet består i øjeblikket af guitaristerne Rogers Stevens og Christopher Thorn, trommeslager Glen Graham, vokalist Travis Warren og bassist Nathan Towne. De er bedst kendt for deres sang "No Rain" fra 1992, og fik kritisk og kommerciel succes i begyndelsen af 1990'erne med deres neo-psykedeliske bud på alternativ rock. Bandet har solgt over 3,2 millioner albums i USA i 2008.

## Diskografi

### Studiealbum
- Blind Melon (1992)
- Soup (1995)
- For My Friends (2008)